# Salade périgourdine
La salade périgourdine est une recette de cuisine de salade composée, traditionnelle de la cuisine gasconne en Gascogne (sud-ouest de la France).

## Ingrédients
Variante de la salade landaise, cette salade composée est un grand classique de la cuisine du sud-ouest de la France.

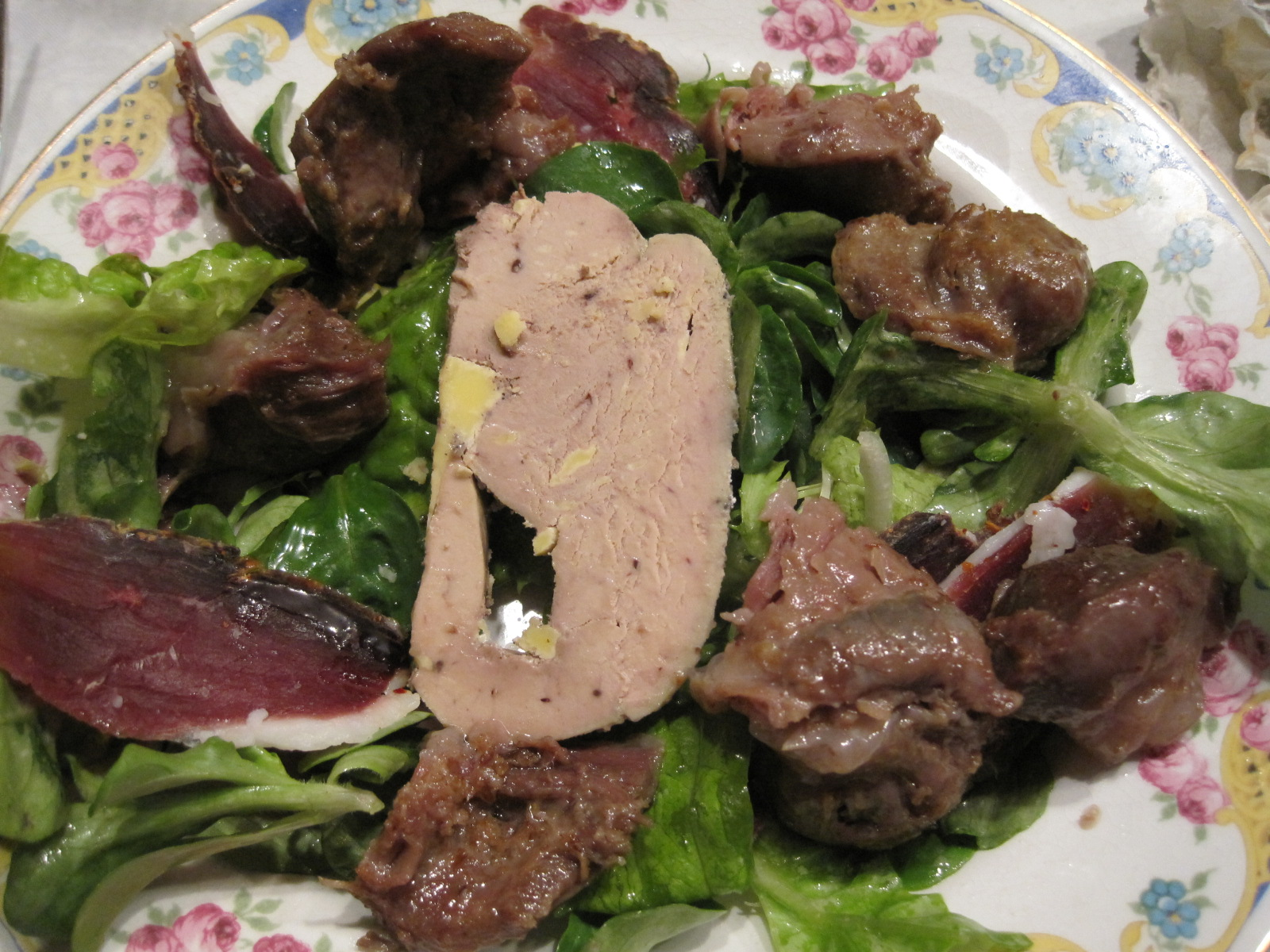
Salade périgourdine.
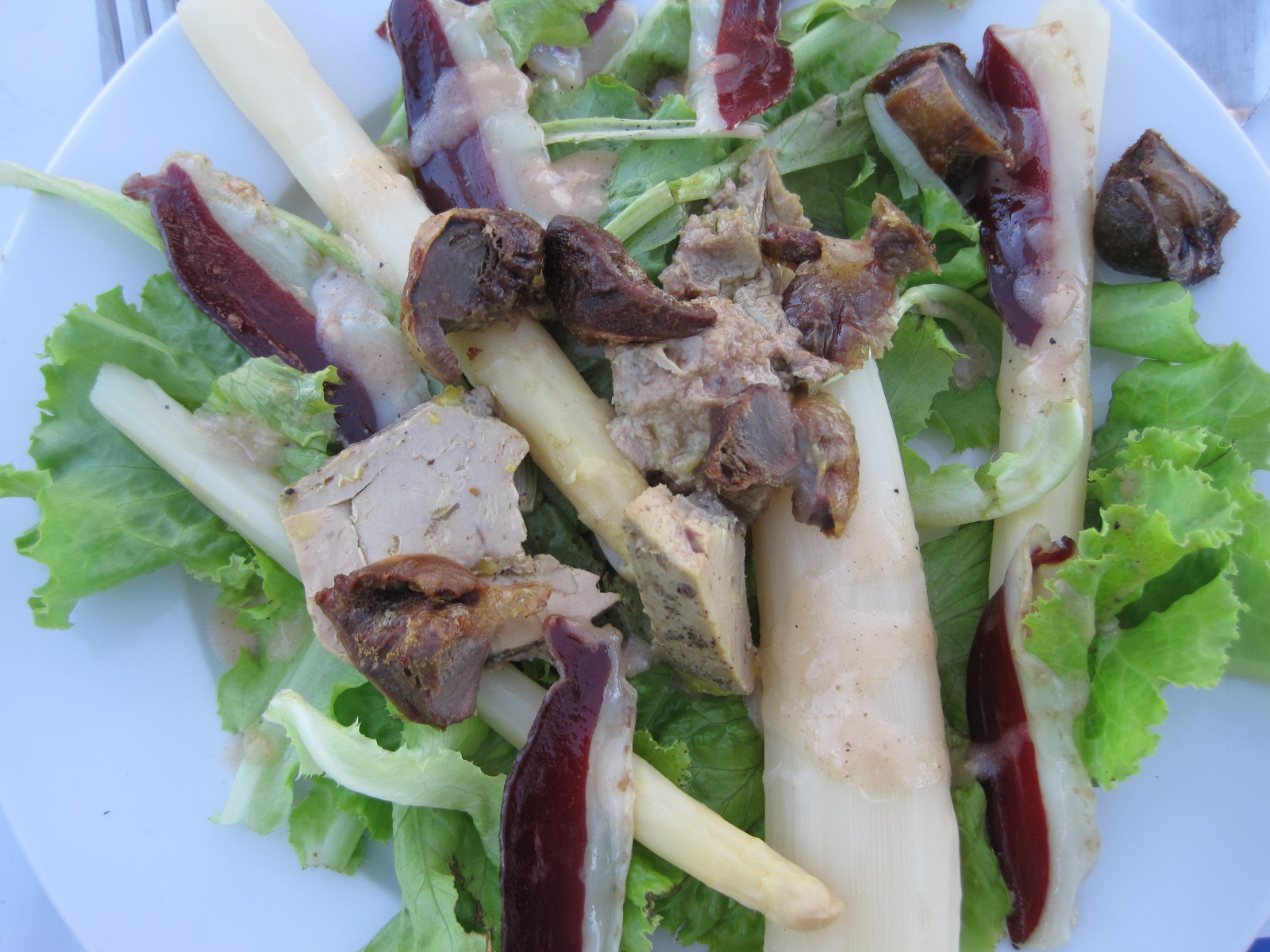
Salade landaise.
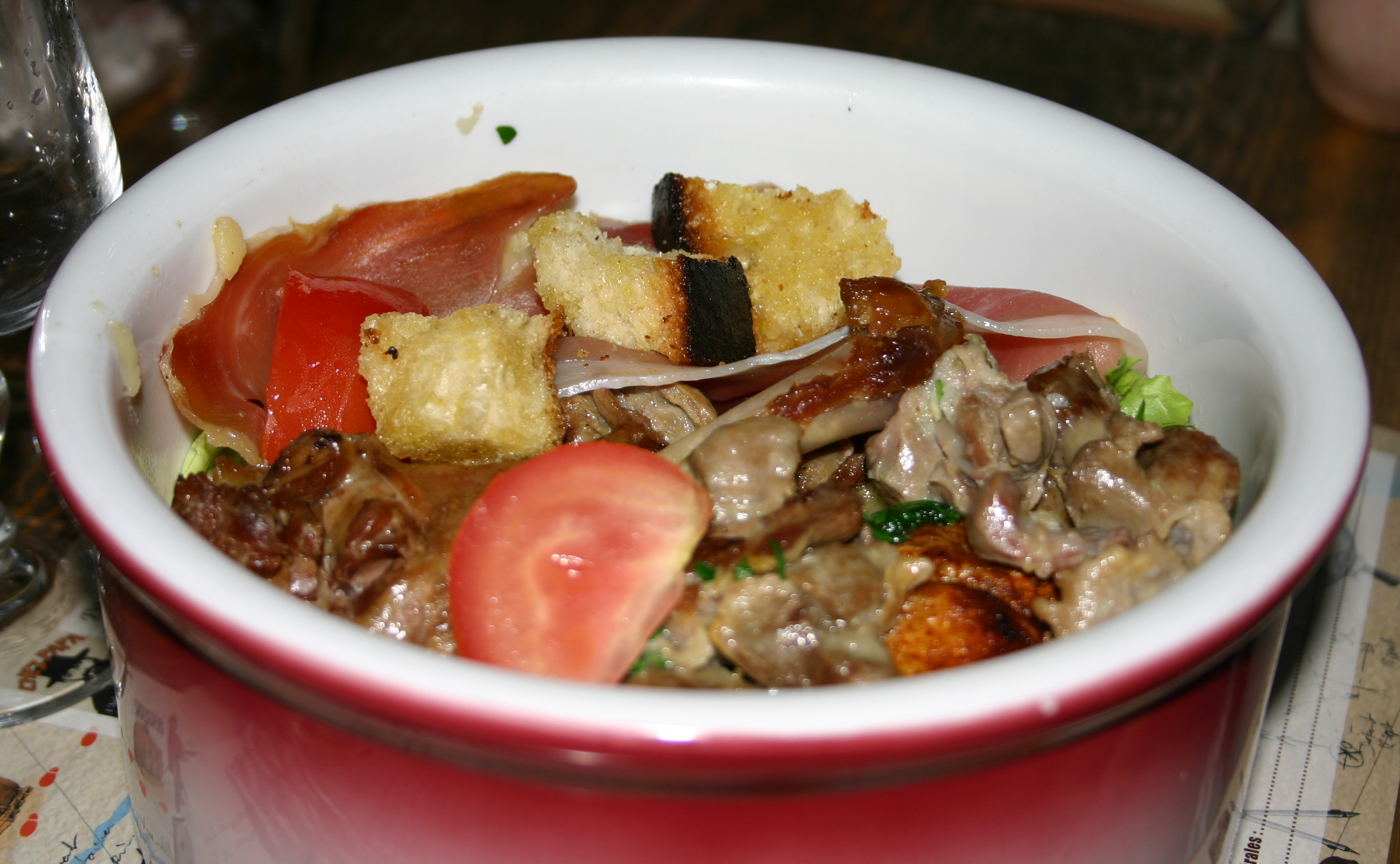
Salade landaise.

Présenter harmonieusement :
- quelques feuilles de salade frisée, feuille de chêne, pourpier ou mâche,
- rondelles de pommes de terre, haricots verts, tomates en tranche ou tomates cerises,
- confit de canard,
- gésiers de canard frais ou confits,
- magret de canard séché émincé,
- jambon cru en tranche,
- foie gras de canard,
- décoration avec des croûtons, maïs, œuf de caille, noix, pignons, raisins blancs secs, lardons, champignons,
- assaisonnement : huile de noix, vinaigre balsamique, de xérès ou de framboise, moutarde traditionnelle ou à l'ancienne, sel et poivre.